# 謝菲·干度比亞
謝菲·干度比亞（法語：Geoffrey Kondogbia，1993年2月15日—），是一名中非共和國職業足球員，司職防守中場，目前效力于法甲俱乐部马赛。他同時亦能擔任中堅和左閘。
他在朗斯展開其職業足球生涯，並在19歲時加盟西維爾。2013年以高價轉會費加盟摩納哥。
干度比亞曾57次代表法國的各個組別之青年隊。2013年首次為法國國家隊上陣。2018年轉為代表中非共和國國家足球隊上陣。

## 球會

### 朗斯
干度比亞出生於尼莫爾，他擁有中非血統，11歲加盟朗斯的青訓系統。2010年4月11日，他簽下其首張職業合約，為期四年。9月21日首次在法甲出場，在對里昂的賽事以後備身份落場。
干度比亞伴隨降班的朗斯出戰2011/12球季的法乙賽事。2012年4月13日，在3:0擊敗杜亞斯的賽事中，他攻入效力朗斯的唯一入球。

### 西維爾
2012年7月24日，干度比亞以未公開之轉會費加盟西甲球會西維爾，外界盛傳為300萬歐羅。9月15日，他首次出戰西甲，在主場1:0擊敗應屆冠軍皇家馬德里的賽事中在82分鐘入替入球功臣杜查奧斯基。2013年1月28日，他取得在西維爾的首個入球，在主場3:0擊敗CF格蘭納達的聯賽中以頭槌破門，為球隊先開紀錄。
在2013年2月27日的西班牙盃次回合，西維爾對最終冠軍馬體會的賽事中，干度比亞被逐離場，令球隊以9人應戰下在主場只能以2:2打和，總比數3:4落敗。

### 摩納哥
2013年8月31日，他回國加盟升班馬摩納哥，轉會費為2680萬美元，簽約五年。在他的首個球季，他上陣26場並攻入一球，助球會獲得聯賽亞軍，並在闊別十年後重返歐聯賽場。
在2015年2月25日的歐聯十六強首回合對阿仙奴的賽事，干度比亞助球隊取得領先優勢，最終以3:1勝出。

### 國際米蘭
2015年6月22日，干度比亞加盟國際米蘭，轉會費約為3500萬歐羅，簽約五年。

### 瓦伦西亚
2017年8月21日，西甲俱乐部瓦伦西亚正式宣布，从国际米兰租借引进干度比亞一个赛季，合同中附带买断条款。2018年5月24日，瓦伦西亚官方宣布，俱乐部激活干度比亞的买断条款。

### 马德里竞技
2020年11月3日，马德里竞技俱乐部官方宣布干度比亞加盟。

## 國家隊
干度比亞獲法國U20徵召參與在土耳其舉行的2013年世青盃賽事。在6月21日分組賽對加納的賽事中，他為球隊先開紀錄，最終以3:1擊敗對手，由於表現出色，他被部份媒體選為賽事最佳球員，在十六強的賽事中，他為法國隊攻入第二個入球，助球隊以4:1大勝主辦國土耳其。
干度比亞在2013年8月14日以20歲之齡首次亮相法國國家隊，在0:0賽和比利時的友誼賽中上陣63分鐘。2018年改為代表中非共和國國家足球隊上陣。

## 榮譽
巴伦西亚
- 西班牙國王盃冠軍：2019

马德里竞技
- 西班牙足球甲级联赛冠軍：2020–21[20]

 法國U20
- 世青盃：2013

## 個人生活
干度比亞的兄長埃文斯亦是一名足球員。其職業生涯主要在比利時踢球，並且是中非共和國國家隊代表。

## 外部連結
- Geoffrey Kondogbia – 法國職業足球聯賽数据 – 支持法语（已存档）
- 謝菲·干度比亞在《隊報》足球中的档案 （法文）
- BDFutbol 資料（页面存档备份，存于）
- 法國國家隊資料（页面存档备份，存于） （法文）
- 謝菲·干度比亞在 National-Football-Teams.com 上的出场纪录
- Soccerway 資料（页面存档备份，存于）